# Josep Porter i Rovira
Josep Porter i Rovira (Montblanch, Tarragona, 21 de enero de 1901 - Barcelona, 30 de junio de 1999) fue un empresario, librero, bibliógrafo, bibliófilo y escritor español.

## Biografía
De formación autodidacta, fundó la Librería Porter en Santos (Barcelona) en 1925, y publicó el primero de sus catálogos de libros. En 1927 publicó El Bibliòfil català (El Bibliófilo catalán, 15 números) y en 1934 El Bibliófilo Español y Americano (16 números). En 1930 creó el Instituto Porter de Bibliografía Hispánica, anexado a la librería. En 1936 inició una sección de libros nuevos y su actividad como editor en la revista Papyrus, truncada por la guerra civil española. Tras la guerra retomó su tarea. La librería se instaló en el centro de Barcelona (calle Canuda, esquina Portal del Ángel), donde a partir de 1946 Porter sería ayudado por su hija, Maria Porter i Moix. La librería cerró definitivamente sus puertas en 1981.
Tanto él como su hija, fueron socios de la Asociación de Bibliófilos de Barcelona. Porter se dio de alta en junio de 1944, ocupando el número seis, siendo así uno de los miembros fundadores y pasó a ser socio de honor el 28 de mayo de 1988. María se incorporaría el 11 de junio de 1987.
En 1927 asistió a la conferencia de Luis Ulloa al Ateneo de Barcelona, lo que le llevó a defender la catalanidad de Cristóbal Colón y recopilar numerosos libros y documentos del tema.
Los libros (dos volúmenes, 1973) reunió parte de sus conferencias y trabajos, donde se encuentran las investigaciones, también inéditas, sobre los orígenes catalanes de Cristóbal Colón. 
En 1983 recibió la Cruz de Sant Jordi de la Generalidad de Cataluña. 
Murió en Barcelona y fue enterrado en el cementerio de Altafulla.

## Fondo Porter
Al cerrar la librería Porter, una gran parte de sus fondos y colecciones bibliográficas fueron adquiridos por el Servicio de Patrimonio bibliográfico de la Generalidad de Cataluña, y se repartieron entre diferentes instituciones, mayoritariamente a la biblioteca especializada de Bergnes de las Casas y la Biblioteca de Cataluña.

## Publicaciones
- 50 libros catalanes modernos de lujo. Barcelona: La Neotipia, 1934.
- Los libros, Barcelona. Porter, 1973.
- Mil años de libros en Cataluña: Porter libros, 1923/1973: 50 años al servicio del libro y de la cultura, Barcelona, 1973.